# Ceraphron testaceipes
Ceraphron testaceipes is een vliesvleugelig insect uit de familie van de Ceraphronidae. De wetenschappelijke naam van de soort is voor het eerst geldig gepubliceerd in 1904 door Kieffer.